# Güven Yalçın
Güven Yalçın (Düsseldorf, 18 de enero de 1999) es un futbolista alemán, nacionalizado turco, que juega en la demarcación de extremo para el Alanyaspor de la Superliga de Turquía.

## Carrera
Yalçın pasó todo su desarrollo juvenil con el Bayer Leverkusen, uniéndose a ellos en 2006. El 27 de julio de 2018 firmó con el Beşiktaş J. K. de la Superliga de Turquía. Yalçın hizo su debut profesional con el Beşiktaş en el partido de clasificación de la Liga Europa de la UEFA 2018-19 contra el FK Partizan el 23 de agosto de 2018.
El 1 de febrero de 2021 fue cedido a la U. S. Lecce de Italia con opción de compra. Esta no se hizo efectiva y, tras haber vuelto a Turquía, se unió al Genoa C. F. C. en julio de 2022. Allí estuvo un año y los dos siguientes fue prestado al Fatih Karagümrük S. K. y al F. C. Arouca. Tras esta última cesión, fichó por el Alanyaspor y firmó por tres temporadas.

## Selección nacional
Tras jugar con la selección de fútbol sub-18 de Alemania, y posteriormente con la selección de fútbol sub-17 de Turquía, la sub-19 y la sub-21, finalmente hizo su debut con la selección absoluta el 30 de mayo de 2019 en un encuentro amistoso contra Grecia, partido que finalizó con un resultado de 2-1 a favor del combinado turco tras los goles de Cengiz Ünder y Kenan Karaman para Turquía, y de Dimitris Kourbelis para Grecia.

## Clubes
| Club                            | País     | Año       | Partidos | Goles |
| ------------------------------- | -------- | --------- | -------- | ----- |
| Beşiktaş J. K.                  | Turquía  | 2018-2021 | 68       | 14    |
| U. S. Lecce (cedido)            | Italia   | 2021      | 11       | 0     |
| Beşiktaş J. K.                  | Turquía  | 2021-2022 | 33       | 6     |
| Genoa C. F. C.                  | Italia   | 2022-2023 | 25       | 0     |
| Fatih Karagümrük S. K. (cedido) | Turquía  | 2023-2024 | 36       | 9     |
| F. C. Arouca (cedido)           | Portugal | 2024-2025 | 24       | 5     |
| Alanyaspor                      | Turquía  | 2025-     |          |       |

## Palmarés

### Títulos nacionales
| Título               | Club           | País    | Año  |
| -------------------- | -------------- | ------- | ---- |
| Supercopa de Turquía | Beşiktaş J. K. | Turquía | 2021 |